# Адельха, Фариба
Фариба Адельха (фр. Fariba Adelkhah; род. 1959) — французский учёный-антрополог иранского происхождения. Доктор философии (1990).

## Биография
Родилась 25 апреля 1959 года в Тегеране. С 1977 года живёт во Франции.  Окончила Университет Тегерана, где получила степень бакалавра в области литературы, и  Страсбургский университет (диплом по французскому языку). С 1993 года работает в  Институте политических исследований (Париж).
Активная исследовательница иранской революции, Адельха многократно путешествовала, привнося свою лепту в изучение и объяснение того, как иранцы приспособились к жизни в исламском государстве.  Её исследования посвящены социальным и политическим изменениям в Иране во второй половине XX века.
В книге «Революция с женским голосом: Женщины Исламского острова» представлены результаты многочисленных интервью с иранскими женщинами, проведённых в середине 1980-х годов. Многие из  женщин, сторонниц иранской революции, считают ислам по существу эгалитарной религией, хотя и нуждающейся в новом толковании. Сама  Адельха  считает свои исследования едва ли не первой существенной попыткой дать голос иранским женщинам.
Следующей важной работой Фарибы стала книга «Быть современным в Иране», посвящённая очевидным переменам в иранском обществе, когда они избрали Мохаммада Хатами президентом, решительно отвергнув утвержденного кандидата исламского режима. Эта книга  «должна быть обязательно прочитана всеми, кто хочет понять политические и социальные перемены в Иране за последние два десятилетия», — отметил  Эрик Хугланд в «Журнале исследований Палестины».
Адельха также известна как автор многих публикаций в научных изданиях Iranian Studies и Revue des mondes musulmans et de la Méditerranée.

## Арест и обвинения в шпионаже
5 июня 2019 года Адельха была задержана властями Ирана по подозрению в шпионаже и  помещена в тюрьму Эвина, что на севере Тегерана.